# Línea 3 del Cablebús
La Línea 3 del Cablebús es una línea de teleférico en la Ciudad de México, que conecta el Bosque de Chapultepec con la estación de tren Vasco de Quiroga. La línea cuenta con seis estaciones.

## Historia
La línea 3 comunica las cuatro secciones del Bosque de Chapultepec, facilitando la movilidad para los habitantes de las alcaldías de Miguel Hidalgo y Álvaro Obregón. El 20 de julio de 2021 se presentó la licitación de la primera etapa de la línea, la cual tiene una longitud de 5.42 km, 180 cabinas y 6 estaciones. El 24 de septiembre de 2024, fue inaugurada la línea junto con la cuarta sección del Bosque de Chapultepec.
La estación Los Pinos / Constituyentes tiene conexión con la línea 7 del Metro de la Ciudad de México, cerca de la estación Constituyentes. Y la terminal Vasco de Quiroga tiene conexión con el Tren Interurbano «El Insurgente» en la estación Vasco de Quiroga.
También se ha propuesto extender la línea hacia las colonias altas de la alcaldía Álvaro Obregón con la construcción de cinco estaciones más.

## Estaciones
| Estación                           | Iconografía                                     | Alcaldía       | Tipo de estación | Conexiones                                                             |
| ---------------------------------- | ----------------------------------------------- | -------------- | ---------------- | ---------------------------------------------------------------------- |
| Los Pinos / Constituyentes         | Rejas de acceso del Complejo Cultural Los Pinos | Miguel Hidalgo | Terminal         | Otros servicios - Constituyentes                                       |
| Panteón Dolores                    | La Rotonda de las Personas Ilustres             | Miguel Hidalgo | Paso             | • rtp                                                                  |
| Charrería                          | Lazo en movimiento                              | Miguel Hidalgo | Paso             | • rtp                                                                  |
| PARCUR / Colegio de Arquitectos    | Patinador de Skateboard                         | Miguel Hidalgo | Paso             | • rtp                                                                  |
| Cineteca Nacional / Bodega de Arte | Cinta de película                               | Álvaro Obregón | Paso             | • rtp                                                                  |
| Vasco de Quiroga                   | Cruz de Malta                                   | Álvaro Obregón | Terminal         | Otros servicios - Vasco de Quiroga (en construcción) - Rutas: 115, 118 |